# Tālivaldis Ķeniņš
Talivaldis Kenins (født 22. april 1919 i Liepāja, Letland, død 21. januar 2008 i Toronto, Canada) var en lettisk/canadisk komponist, pianist, organist og lærer.
Kenins startede som barn med klaverundervisning, og begyndte at studere komposition som otteårig. Han kom senere til Riga, hvor han studerede komposition og klaver på Musikkonservatoriet hos bl.a. Jazep Vitols og Adolfs Abele. Kenins studerede senere komposition på det Nationale Musikkonservatorium i Paris hos Olivier Messiaen og Tony Aubin. Han har skrevet 8 symfonier, orkesterværker, kammermusik, instrumental værker, korværker, vokalværker etc. Grundet anden Verdenskrig, flygtede Kenins til Canada (1944), hvor han blev organist i St Andrews Lettiske Lutheranske Kirke. Kenins blev ligeledes lærer i komposition og kontrapunkt på Toronto Universitet. Han levede resten af sit liv i Canada til sin død i 2008.

## Udvalgte værker
- Symfoni nr. 1 (1959) - for orkester
- Symfoni nr. 2 (1967) - for orkester
- Symfoni nr. 3 (1970) - for orkester
- Symfoni nr. 4 (1972) - for orkester
- Symfoni nr. 5 (1975) - for orkester
- Symfoni nr. 6 "Symfoni af nederlag" (1978) - for orkester
- Symfoni nr. 7 (1980) - for orkester
- Symfoni nr. 8 (1986) - for orkester
- Sinfonietta (1976) - for orkester
- Sinfonietta (1978) - for orkester